# EOF
EOF (ang. End of file) – znak kontrolny oznaczający koniec pliku. Nie posiada swojego odpowiednika w kodzie ASCII. W systemach unixowych wprowadzany w terminalu przez kombinację klawiszy Ctrl+D, natomiast w systemach Windows wprowadzany w wierszu poleceń poprzez użycie kombinacji Ctrl+Z.